# Chặng đua MotoGP Ý
Chặng đua MotoGP Italia (tên chính thức Gran Premio d'Italia) là một chặng đua thuộc giải đua xe MotoGP được tổ chức hàng năm (tính đến năm 2021) ở trường đua Mugello, Italia. Chặng đua này bao gồm ba thể thức là MotoGP, Moto2, Moto3.

## Lịch sử
Đây là một trong những chặng đua được tổ chức liên tục từ mùa giải MotoGP đầu tiên năm 1949 đến nay (trừ năm 2020 chặng đua bị hủy vì đại dịch Covid-19).
Từ năm 1949 đến 1990, chặng đua có tên là  Grand Prix Nations (Tiếng Ý Gran Premio Delle Nazioni) và được tổ chức ở nhiều trường đua khác nhau bao gồm: Monza, Imola, Misano và Mugello.
Năm 1973, các cuộc đua thể thức 250cc và 500cc diễn ra ở trường đua Monza bị hủy sau khi các tay đua Jarno Saarinen và Renzo Pasolini tử nạn.
Từ năm 1991, chặng đua đổi tên thành GP Italia như hiện nay và kể từ năm 1994 thì chặng đua luôn được tổ chức ở trường đua Mugello.
Tay đua có nhiều chiến thắng nhất là huyền thoại Giacomo Agostini với 13 lần chiến thắng.
Từ năm 2002 đến năm 2008, Valentino Rossi có 7 chiến thắng thể thức Mo oGP/500cc liên tiếp.
Năm 2019: Danilo Petrucci chiến thắng thể thức MotoGP, đó là chiến thắng thể thức MotoGP đầu tiên trong sự nghiệp của Petrucci.
Năm 2021: Tay đua Jason Dupasquier qua đời ở thể thức Moto3. Người chiến thắng thể thức MotoGP là Fabio Quartararo.

## Kết quả theo năm

### Tên gọi GP Italia
| Năm  | Trường đua | Moto3                       | Moto3                       | Moto2                       | Moto2                       | MotoGP                      | MotoGP                      | Chi tiết                    |
| Năm  | Trường đua | Tay đua                     | Xe                          | Tay đua                     | Xe                          | Tay đua                     | Xe                          | Chi tiết                    |
| ---- | ---------- | --------------------------- | --------------------------- | --------------------------- | --------------------------- | --------------------------- | --------------------------- | --------------------------- |
| 2021 | Mugello    | Dennis Foggia               | Honda                       | Remy Gardner                | Kalex                       | Fabio Quartararo            | Yamaha                      | Report                      |
| 2020 | Mugello    | Bị hủy vì đại dịch Covid-19 | Bị hủy vì đại dịch Covid-19 | Bị hủy vì đại dịch Covid-19 | Bị hủy vì đại dịch Covid-19 | Bị hủy vì đại dịch Covid-19 | Bị hủy vì đại dịch Covid-19 | Bị hủy vì đại dịch Covid-19 |
| 2019 | Mugello    | Tony Arbolino               | Honda                       | Álex Márquez                | Kalex                       | Danilo Petrucci             | Ducati                      | Report                      |
| 2018 | Mugello    | Jorge Martín                | Honda                       | Miguel Oliveira             | KTM                         | Jorge Lorenzo               | Ducati                      | Report                      |
| 2017 | Mugello    | Andrea Migno                | KTM                         | Mattia Pasini               | Kalex                       | Andrea Dovizioso            | Ducati                      | Report                      |
| 2016 | Mugello    | Brad Binder                 | KTM                         | Johann Zarco                | Kalex                       | Jorge Lorenzo               | Yamaha                      | Report                      |
| 2015 | Mugello    | Miguel Oliveira             | KTM                         | Esteve Rabat                | Kalex                       | Jorge Lorenzo               | Yamaha                      | Report                      |
| 2014 | Mugello    | Romano Fenati               | KTM                         | Esteve Rabat                | Kalex                       | Marc Márquez                | Honda                       | Report                      |
| 2013 | Mugello    | Luis Salom                  | KTM                         | Scott Redding               | Kalex                       | Jorge Lorenzo               | Yamaha                      | Report                      |
| 2012 | Mugello    | Maverick Viñales            | FTR Honda                   | Andrea Iannone              | Speed Up                    | Jorge Lorenzo               | Yamaha                      | Report                      |
| Năm  | Trường đua | 125cc                       | 125cc                       | Moto2                       | Moto2                       | MotoGP                      | MotoGP                      | Chi tiết                    |
| Năm  | Trường đua | Tay đua                     | Xe                          | Tay đua                     | Xe                          | Tay đua                     | Xe                          | Chi tiết                    |
| 2011 | Mugello    | Nicolás Terol               | Aprilia                     | Marc Márquez                | Suter                       | Jorge Lorenzo               | Yamaha                      | Report                      |
| 2010 | Mugello    | Marc Márquez                | Derbi                       | Andrea Iannone              | Speed Up                    | Dani Pedrosa                | Honda                       | Report                      |
| Năm  | Trường đua | 125cc                       | 125cc                       | 250cc                       | 250cc                       | MotoGP                      | MotoGP                      | Report                      |
| Năm  | Trường đua | Tay đua                     | Xe                          | Tay đua                     | Xe                          | Tay đua                     | Xe                          | Report                      |
| 2009 | Mugello    | Bradley Smith               | Aprilia                     | Mattia Pasini               | Aprilia                     | Casey Stoner                | Ducati                      | Report                      |
| 2008 | Mugello    | Simone Corsi                | Aprilia                     | Marco Simoncelli            | Gilera                      | Valentino Rossi             | Yamaha                      | Report                      |
| 2007 | Mugello    | Héctor Faubel               | Aprilia                     | Álvaro Bautista             | Aprilia                     | Valentino Rossi             | Yamaha                      | Report                      |
| 2006 | Mugello    | Mattia Pasini               | Aprilia                     | Jorge Lorenzo               | Aprilia                     | Valentino Rossi             | Yamaha                      | Report                      |
| 2005 | Mugello    | Gábor Talmácsi              | KTM                         | Dani Pedrosa                | Honda                       | Valentino Rossi             | Yamaha                      | Report                      |
| 2004 | Mugello    | Roberto Locatelli           | Aprilia                     | Sebastian Porto             | Aprilia                     | Valentino Rossi             | Yamaha                      | Report                      |
| 2003 | Mugello    | Lucio Cecchinello           | Aprilia                     | Manuel Poggiali             | Aprilia                     | Valentino Rossi             | Honda                       | Report                      |
| 2002 | Mugello    | Manuel Poggiali             | Gilera                      | Marco Melandri              | Aprilia                     | Valentino Rossi             | Honda                       | Report                      |
| Năm  | Trường đua | 125cc                       | 125cc                       | 250cc                       | 250cc                       | 500cc                       | 500cc                       | Chi tiết                    |
| Năm  | Trường đua | Tay đua                     | Xe                          | Tay đua                     | Xe                          | Tay đua                     | Xe                          | Chi tiết                    |
| 2001 | Mugello    | Noboru Ueda                 | TSR-Honda                   | Tetsuya Harada              | Aprilia                     | Alex Barros                 | Honda                       | Report                      |
| 2000 | Mugello    | Roberto Locatelli           | Aprilia                     | Shinya Nakano               | Yamaha                      | Loris Capirossi             | Honda                       | Report                      |
| 1999 | Mugello    | Roberto Locatelli           | Aprilia                     | Valentino Rossi             | Aprilia                     | Àlex Crivillé               | Honda                       | Report                      |
| 1998 | Mugello    | Tomomi Manako               | Honda                       | Marcellino Lucchi           | Aprilia                     | Michael Doohan              | Honda                       | Report                      |
| 1997 | Mugello    | Valentino Rossi             | Aprilia                     | Max Biaggi                  | Honda                       | Michael Doohan              | Honda                       | Report                      |
| 1996 | Mugello    | Peter Öttl                  | Aprilia                     | Max Biaggi                  | Aprilia                     | Michael Doohan              | Honda                       | Report                      |
| 1995 | Mugello    | Haruchika Aoki              | Honda                       | Max Biaggi                  | Aprilia                     | Michael Doohan              | Honda                       | Report                      |
| 1994 | Mugello    | Noboru Ueda                 | Honda                       | Ralf Waldmann               | Honda                       | Michael Doohan              | Honda                       | Report                      |
| 1993 | Misano     | Dirk Raudies                | Honda                       | Jean-Philippe Ruggia        | Aprilia                     | Luca Cadalora               | Yamaha                      | Report                      |
| 1992 | Mugello    | Ezio Gianola                | Honda                       | Luca Cadalora               | Honda                       | Kevin Schwantz              | Suzuki                      | Report                      |
| 1991 | Misano     | Fausto Gresini              | Honda                       | Luca Cadalora               | Honda                       | Michael Doohan              | Honda                       | Report                      |

### Tên gọi GP Nations
| Năm  | Trường đua | 125cc          | 125cc    | 250cc         | 250cc  | 500cc        | 500cc  | Chi tiết |
| Năm  | Trường đua | Tay đua        | Xe       | Tay đua       | Xe     | Tay đua      | Xe     | Chi tiết |
| ---- | ---------- | -------------- | -------- | ------------- | ------ | ------------ | ------ | -------- |
| 1990 | Misano     | Jorge Martínez | JJ Cobas | John Kocinski | Yamaha | Wayne Rainey | Yamaha | Report   |

| Năm  | Trường đua | 80cc               | 80cc       | 125cc              | 125cc          | 250cc            | 250cc  | 500cc                | 500cc  | Chi tiết |
| Năm  | Trường đua | Tay đua            | Xe         | Tay đua            | Xe             | Tay đua          | Xe     | Tay đua              | Xe     | Chi tiết |
| ---- | ---------- | ------------------ | ---------- | ------------------ | -------------- | ---------------- | ------ | -------------------- | ------ | -------- |
| 1989 | Misano     | Jorge Martínez     | Derbi      | Ezio Gianola       | Honda          | Sito Pons        | Honda  | Pier-Francesco Chili | Honda  | Report   |
| 1988 | Imola      | Jorge Martínez     | Derbi      | Jorge Martínez     | Derbi          | Dominique Sarron | Honda  | Eddie Lawson         | Yamaha | Report   |
| 1987 | Monza      | Jorge Martínez     | Derbi      | Fausto Gresini     | Garelli        | Anton Mang       | Honda  | Wayne Gardner        | Honda  | Report   |
| 1986 | Monza      | Stefan Dörflinger  | Krauser    | Fausto Gresini     | Garelli        | Anton Mang       | Honda  | Eddie Lawson         | Yamaha | Report   |
| 1985 | Mugello    | Jorge Martínez     | Derbi      | Pier Paolo Bianchi | Morbidelli MBA | Freddie Spencer  | Honda  | Freddie Spencer      | Honda  | Report   |
| 1984 | Misano     | Pier Paolo Bianchi | Huvo-Casal | Ángel Nieto        | Garelli        | Fausto Ricci     | Yamaha | Freddie Spencer      | Honda  | Report   |
| Năm  | Trường đua | 50cc               | 50cc       | 125cc              | 125cc          | 250cc            | 250cc  | 500cc                | 500cc  | Chi tiết |
| Năm  | Trường đua | Tay đua            | Xe         | Tay đua            | Xe             | Tay đua          | Xe     | Tay đua              | Xe     | Chi tiết |
| 1983 | Monza      | Stefan Dörflinger  | Krauser    | Ángel Nieto        | Garelli        | Carlos Lavado    | Yamaha | Freddie Spencer      | Honda  | Report   |

| Năm  | Trường đua | 50cc                 | 50cc              | 125cc              | 125cc          | 250cc             | 250cc             | 350cc              | 350cc      | 500cc            | 500cc           | Chi tiết |
| Năm  | Trường đua | Tay đua              | Xe                | Tay đua            | Xe             | Tay đua           | Xe                | Tay đua            | Xe         | Tay đua          | Xe              | Chi tiết |
| ---- | ---------- | -------------------- | ----------------- | ------------------ | -------------- | ----------------- | ----------------- | ------------------ | ---------- | ---------------- | --------------- | -------- |
| 1982 | Misano     | Stefan Dörflinger    | Kreidler          | Ángel Nieto        | Garelli        | Anton Mang        | Kawasaki          | Didier de Radiguès | Chevallier | Franco Uncini    | Suzuki          | Report   |
| 1981 | Monza      | Ricardo Tormo        | Bultaco           | Guy Bertin         | Sanvenero      | Eric Saul         | Chevallier-Yamaha | Jon Ekerold        | Kawasaki   | Kenny Roberts    | Yamaha          | Report   |
| 1980 | Misano     | Eugenio Lazzarini    | Iprem             | Pier Paolo Bianchi | Morbidelli MBA | Anton Mang        | Kawasaki          | Johnny Cecotto     | Yamaha     | Kenny Roberts    | Yamaha          | Report   |
| 1979 | Imola      | Eugenio Lazzarini    | Kreidler          | Ángel Nieto        | Minarelli      | Kork Ballington   | Kawasaki          | Gregg Hansford     | Kawasaki   | Kenny Roberts    | Yamaha          | Report   |
| 1978 | Mugello    | Ricardo Tormo        | Bultaco           | Eugenio Lazzarini  | Morbidelli MBA | Kork Ballington   | Kawasaki          | Kork Ballington    | Kawasaki   | Kenny Roberts    | Yamaha          | Report   |
| 1977 | Imola      | Eugenio Lazzarini    | Kreidler          | Pier Paolo Bianchi | Morbidelli     | Franco Uncini     | Harley-Davidson   | Alan North         | Yamaha     | Barry Sheene     | Suzuki          | Report   |
| 1976 | Mugello    | Ángel Nieto          | Bultaco           | Pier Paolo Bianchi | Morbidelli     | Walter Villa      | Harley-Davidson   | Johnny Cecotto     | Yamaha     | Barry Sheene     | Suzuki          | Report   |
| 1975 | Imola      | Ángel Nieto          | Kreidler          | Paolo Pileri       | Morbidelli     | Walter Villa      | Harley-Davidson   | Johnny Cecotto     | Yamaha     | Giacomo Agostini | Yamaha          | Report   |
| 1974 | Imola      | Henk van Kessel      | Van Veen Kreidler | Ángel Nieto        | Derbi          | Walter Villa      | Harley-Davidson   | Giacomo Agostini   | Yamaha     | Franco Bonera    | MV Agusta       | Report   |
| 1973 | Monza      | Jan de Vries         | Kreidler          | Kent Andersson     | Yamaha         | Cuộc đua bị hủy   | Cuộc đua bị hủy   | Giacomo Agostini   | MV Agusta  | Cuộc đua bị hủy  | Cuộc đua bị hủy | Report   |
| 1972 | Imola      | Jan de Vries         | Kreidler          | Ángel Nieto        | Derbi          | Renzo Pasolini    | Aermacchi         | Giacomo Agostini   | MV Agusta  | Giacomo Agostini | MV Agusta       | Report   |
| 1971 | Monza      | Jan de Vries         | Kreidler          | Gilberto Parlotti  | Morbidelli     | Gyula Marsovszky  | Yamaha            | Jarno Saarinen     | Yamaha     | Alberto Pagani   | Linto           | Report   |
| 1970 | Monza      | Jan de Vries         | Kreidler          | Ángel Nieto        | Derbi          | Rodney Gould      | Yamaha            | Giacomo Agostini   | MV Agusta  | Giacomo Agostini | MV Agusta       | Report   |
| 1969 | Imola      | Paul Lodewijkx       | Jamathi           | Dave Simmonds      | Kawasaki       | Phil Read         | Yamaha            | Phil Read          | Yamaha     | Alberto Pagani   | Linto           | Report   |
| 1968 | Monza      |                      |                   | Bill Ivy           | Yamaha         | Phil Read         | Yamaha            | Giacomo Agostini   | MV Agusta  | Giacomo Agostini | MV Agusta       | Report   |
| 1967 | Monza      |                      |                   | Bill Ivy           | Yamaha         | Phil Read         | Yamaha            | Ralph Bryans       | Honda      | Giacomo Agostini | MV Agusta       | Report   |
| 1966 | Monza      | Hans Georg Anscheidt | Suzuki            | Luigi Taveri       | Honda          | Mike Hailwood     | Honda             | Giacomo Agostini   | MV Agusta  | Giacomo Agostini | MV Agusta       | Report   |
| 1965 | Monza      |                      |                   | Hugh Anderson      | Suzuki         | Tarquinio Provini | Benelli           | Giacomo Agostini   | MV Agusta  | Mike Hailwood    | MV Agusta       | Report   |
| 1964 | Monza      |                      |                   | Luigi Taveri       | Honda          | Phil Read         | Yamaha            | Jim Redman         | Honda      | Mike Hailwood    | MV Agusta       | Report   |
| 1963 | Monza      |                      |                   | Luigi Taveri       | Honda          | Tarquinio Provini | Morini            | Jim Redman         | Honda      | Mike Hailwood    | MV Agusta       | Report   |
| 1962 | Monza      | Hans Georg Anscheidt | Kreidler          | Teisuke Tanaka     | Honda          | Jim Redman        | Honda             | Jim Redman         | Honda      | Mike Hailwood    | MV Agusta       | Report   |

| Năm  | Trường đua | 125cc           | 125cc     | 250cc             | 250cc      | 350cc             | 350cc      | 500cc           | 500cc     | Chi tiết |
| Năm  | Trường đua | Tay đua         | Xe        | Tay đua           | Xe         | Tay đua           | Xe         | Tay đua         | Xe        | Chi tiết |
| ---- | ---------- | --------------- | --------- | ----------------- | ---------- | ----------------- | ---------- | --------------- | --------- | -------- |
| 1961 | Monza      | Ernst Degner    | MZ        | Jim Redman        | Honda      | Gary Hocking      | MV Agusta  | Mike Hailwood   | MV Agusta | Report   |
| 1960 | Monza      | Carlo Ubbiali   | MV Agusta | Carlo Ubbiali     | MV Agusta  | Gary Hocking      | MV Agusta  | John Surtees    | MV Agusta | Report   |
| 1959 | Monza      | Ernst Degner    | MZ        | Carlo Ubbiali     | MV Agusta  | John Surtees      | MV Agusta  | John Surtees    | MV Agusta | Report   |
| 1958 | Monza      | Bruno Spaggiari | Ducati    | Emilio Mendogni   | Morini     | John Surtees      | MV Agusta  | John Surtees    | MV Agusta | Report   |
| 1957 | Monza      | Carlo Ubbiali   | MV Agusta | Tarquinio Provini | Mondial    | Bob McIntyre      | Gilera     | Libero Liberati | Gilera    | Report   |
| 1956 | Monza      | Carlo Ubbiali   | MV Agusta | Carlo Ubbiali     | MV Agusta  | Libero Liberati   | Gilera     | Geoff Duke      | Gilera    | Report   |
| 1955 | Monza      | Carlo Ubbiali   | MV Agusta | Carlo Ubbiali     | MV Agusta  | Dickie Dale       | Moto Guzzi | Umberto Masetti | MV Agusta | Report   |
| 1954 | Monza      | Guido Sala      | MV Agusta | Arthur Wheeler    | Moto Guzzi | Fergus Anderson   | Moto Guzzi | Geoff Duke      | Gilera    | Report   |
| 1953 | Monza      | Werner Haas     | NSU       | Enrico Lorenzetti | Moto Guzzi | Enrico Lorenzetti | Moto Guzzi | Geoff Duke      | Gilera    | Report   |
| 1952 | Monza      | Emilio Mendogni | Morini    | Enrico Lorenzetti | Moto Guzzi | Ray Amm           | Norton     | Leslie Graham   | MV Agusta | Report   |
| 1951 | Monza      | Carlo Ubbiali   | Mondial   | Enrico Lorenzetti | Moto Guzzi | Geoff Duke        | Norton     | Alfredo Milani  | Gilera    | Report   |
| 1950 | Monza      | Gianni Leoni    | Mondial   | Dario Ambrosini   | Benelli    | Geoff Duke        | Norton     | Geoff Duke      | Norton    | Report   |
| 1949 | Monza      | Gianni Leoni    | Mondial   | Dario Ambrosini   | Benelli    |                   |            | Nello Pagani    | Gilera    | Report   |